# Richardia lomensis
Richardia lomensis là một loài thực vật có hoa trong họ Thiến thảo. Loài này được (K.Krause) Standl. miêu tả khoa học đầu tiên năm 1931.